# 紐約州南部

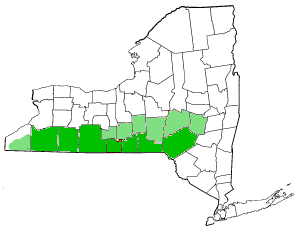
紐約州南部

紐約州南部 （Southern Tier）指的是美國紐約州卡茲奇山以西、連接賓夕法尼亞州的各縣。其中心城市為賓漢頓。
与其對稱的地区是賓夕法尼亞州北部 （Northern Tier），兩者合稱雙蒂爾斯地區（Twin Tiers）。实际上，紐約市及其郊區比本區的位置更南，但一般不稱為南部而直呼其名。

## 組成縣份

### 核心地區
- 泰奧加縣
- 布魯姆縣
- 泰奧加縣
- 希芒縣
- 斯托本縣
- 阿利根尼縣
- 卡特羅格斯縣

### 較少使用
- 學托擴縣 （康萬戈河流域為主，其餘屬尼亞加拉邊疆）
- 斯凱勒縣
- 科特蘭縣
- 湯普金斯縣
- 耶芝縣

### 罕有用法
- 希南戈縣
- 奧齊戈縣
- 斯科哈里縣